# 桑蒂乌尔德德雷诺萨
桑蒂乌尔德德雷诺萨，是西班牙坎塔布里亚的一个市镇。总面积31平方公里，总人口355人（2001年），人口密度11人/平方公里。